# Carretillas de Cantoría
Las Carretillas de Cantoria es un festejo que se celebra en la localidad de Cantoria (provincia de Almería) en la noche del 16 de enero y como antesala a la fiesta de San Antonio Abad, patrón de dicha localidad.

Durante la celebración se encienden unos cartuchos pirotécnicos rellenos de pólvora y limaduras de hierro, llamados carretillas, que desprenden un chorro de chispas incandescentes.

Se cree que esta fiesta surgió como un complemento de las celebraciones de moros y cristianos típicas de la costa mediterránea española.

## Historia
A lo largo de la ocupación musulmana de la península ibérica, el valle del Almanzora y sobre todo Cantoria, basaban su riqueza tanto en la industria de la seda como en la fabricación de pólvora. Durante las fases finales de la reconquista los Reyes Católicos obligaron a los últimos reductos musulmanes a su conversión al cristianismo bajo amenaza de ser expulsados. A fin de evitar la expulsión y para poder mantener sus medios de vida, los pirotécnicos moriscos convertidos eligieron a San Antonio Abad como patrono de su actividad, lo que les permitió conservarla para usos festivos y religiosos.